# Выбор критиков (кинопремия, 2017)
22-я церемония премии «Выбор критиков» состоялась 11 декабря 2016 года в театре Hollywood Palladium в Голливуде, Калифорния. Ведущим церемонии был американский актёр ТиДжей Миллер. Номинанты были объявлены 1 декабря 2016.

## Победители и номинанты
| Лучший фильм                                  | 1. Ла-Ла Ленд 2. Лавинг 3. Лев 4. Лунный свет 5. Любой ценой 6. Манчестер у моря 7. Ограды 8. По соображениям совести 9. Прибытие 10. Чудо на Гудзоне |

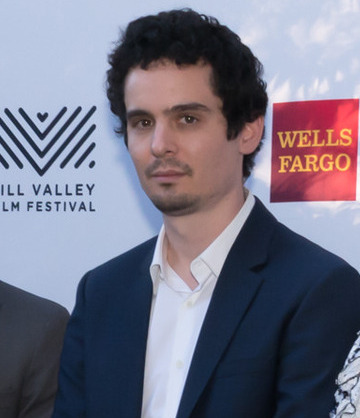
Дэмьен Шазелл, лучший режиссёр

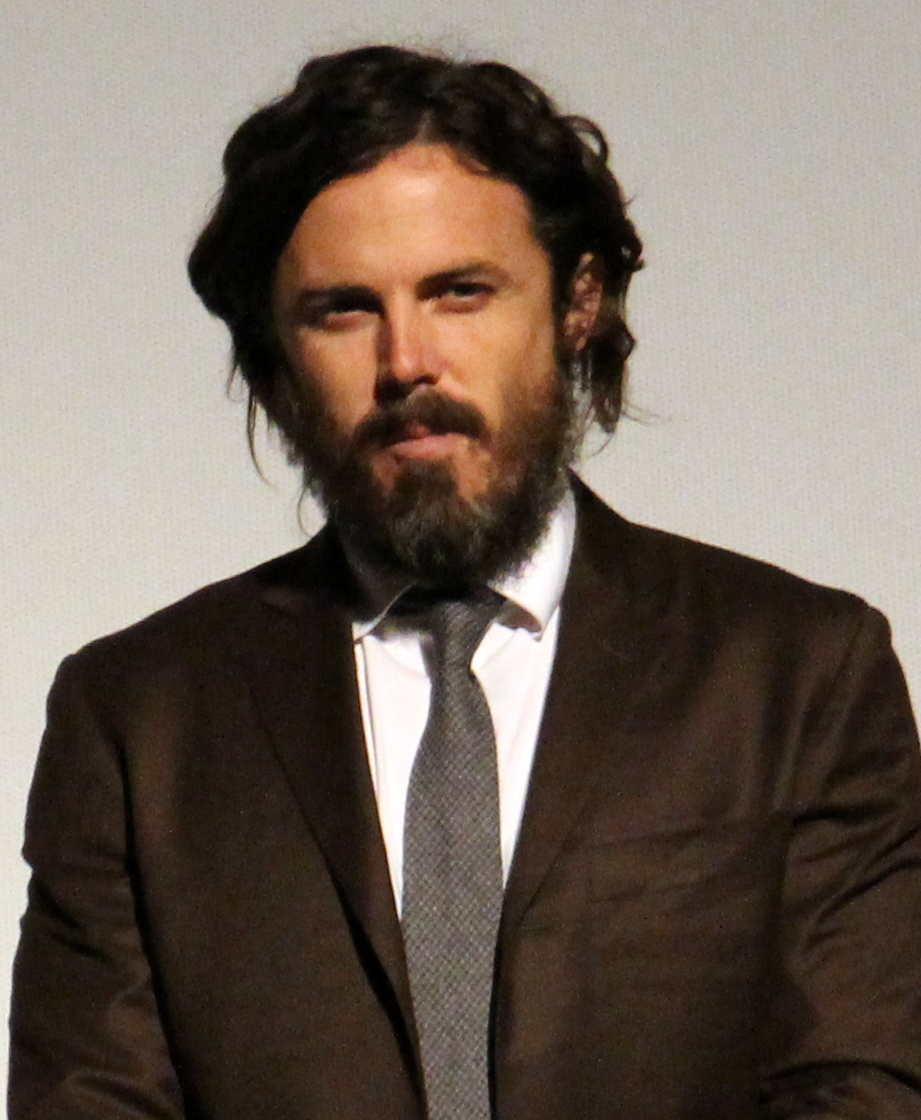
Кейси Аффлек, лучшая мужская роль

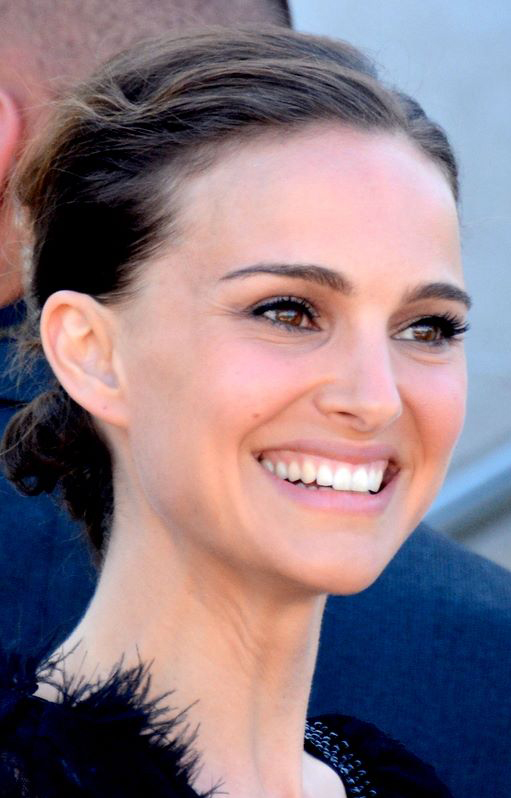
Натали Портман, лучшая женская роль

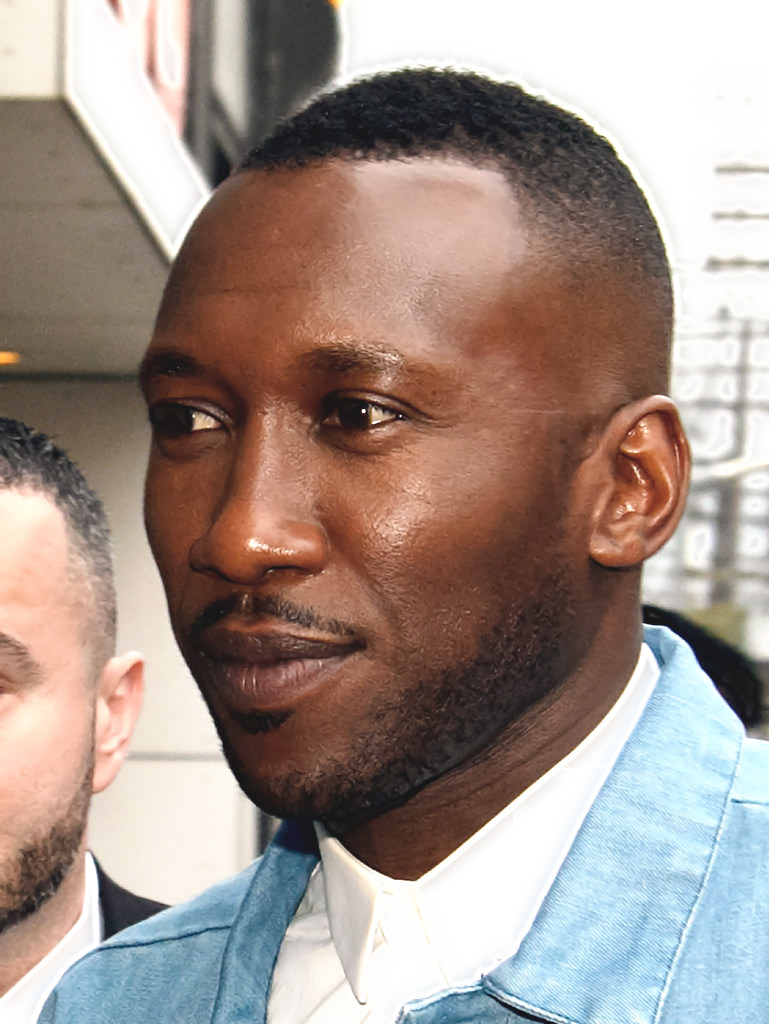
Махершала Али, лучшая мужская роль второго плана

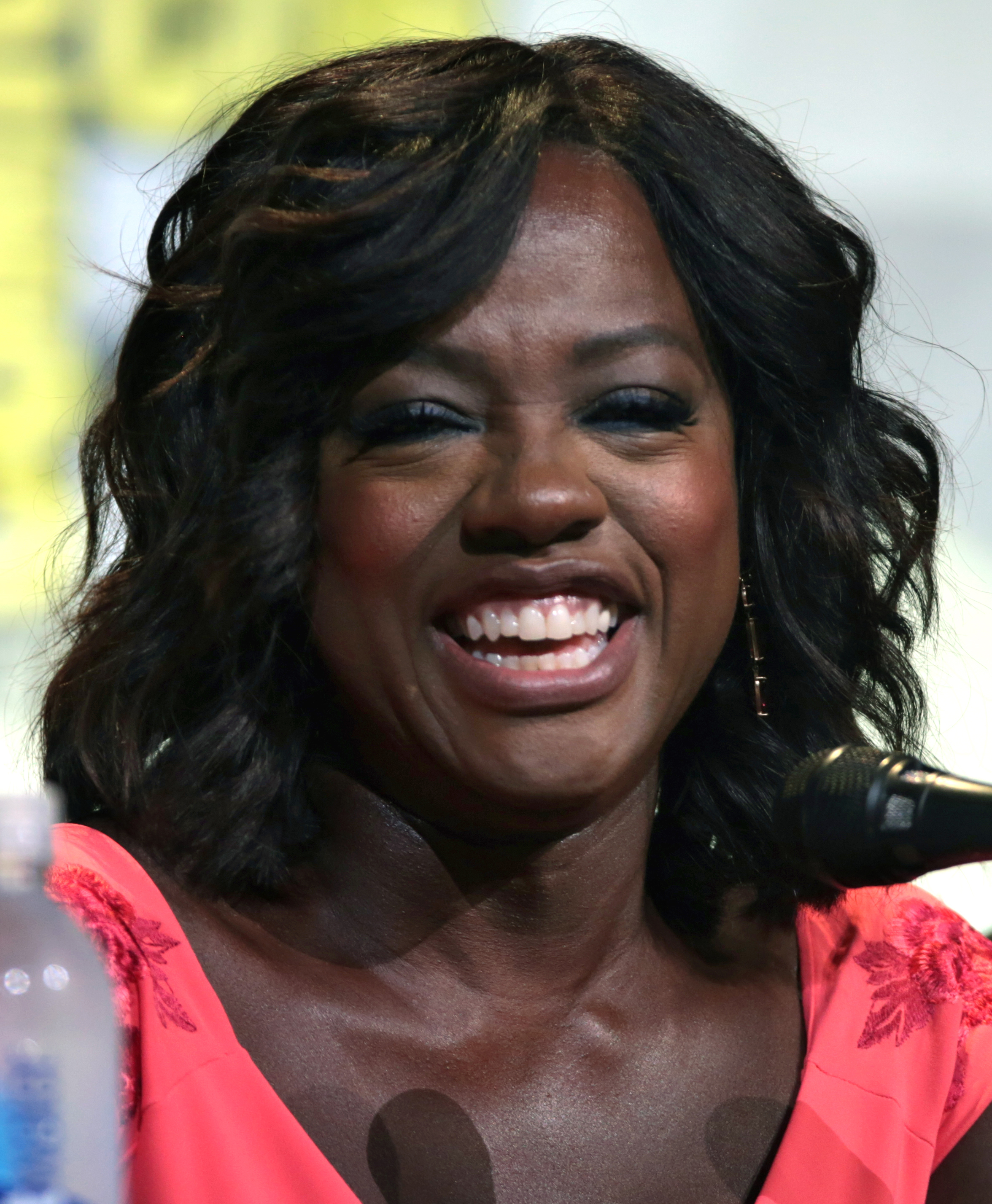
Виола Дэвис, лучшая женская роль второго плана

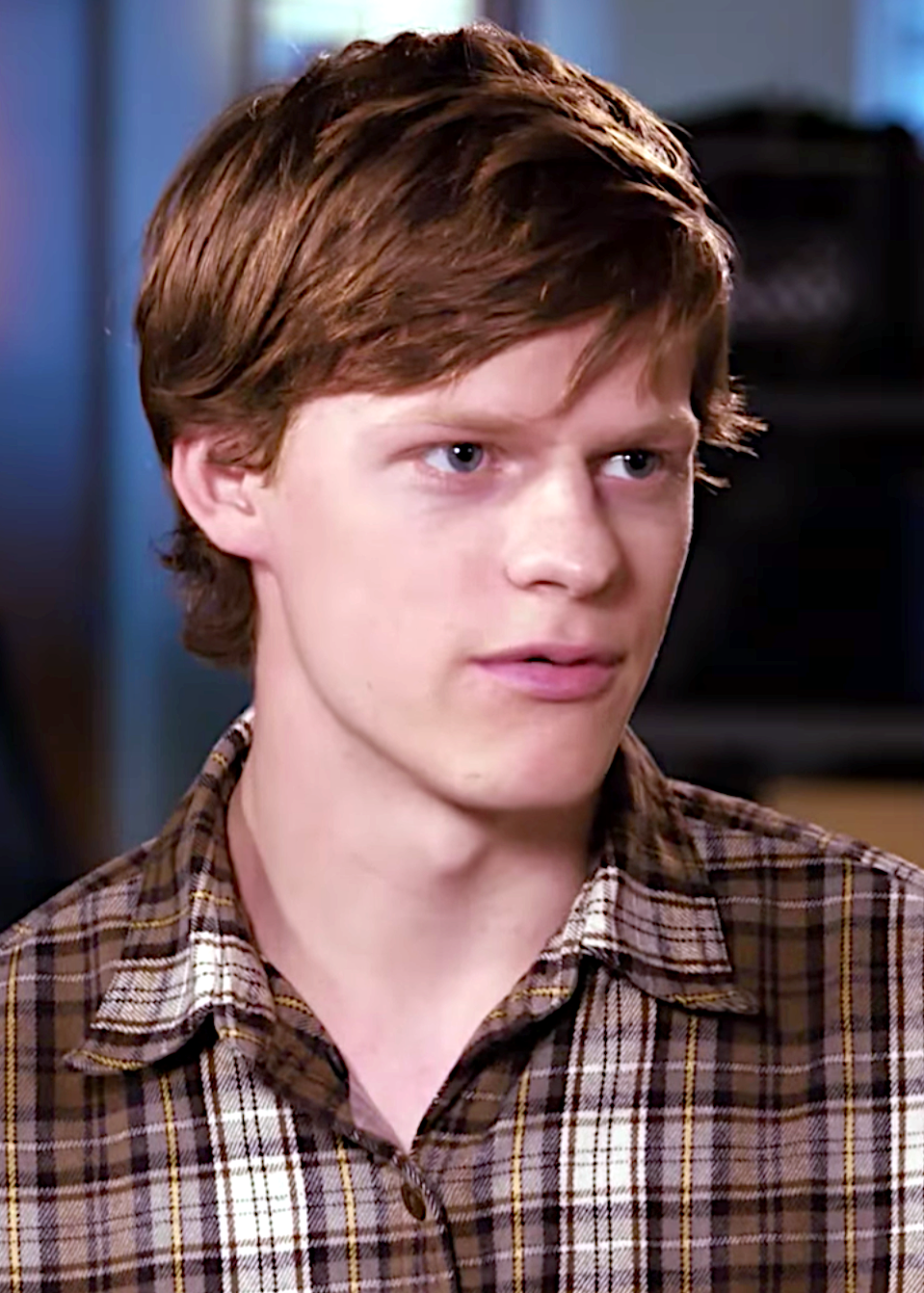
Лукас Хеджес, лучший молодой артист

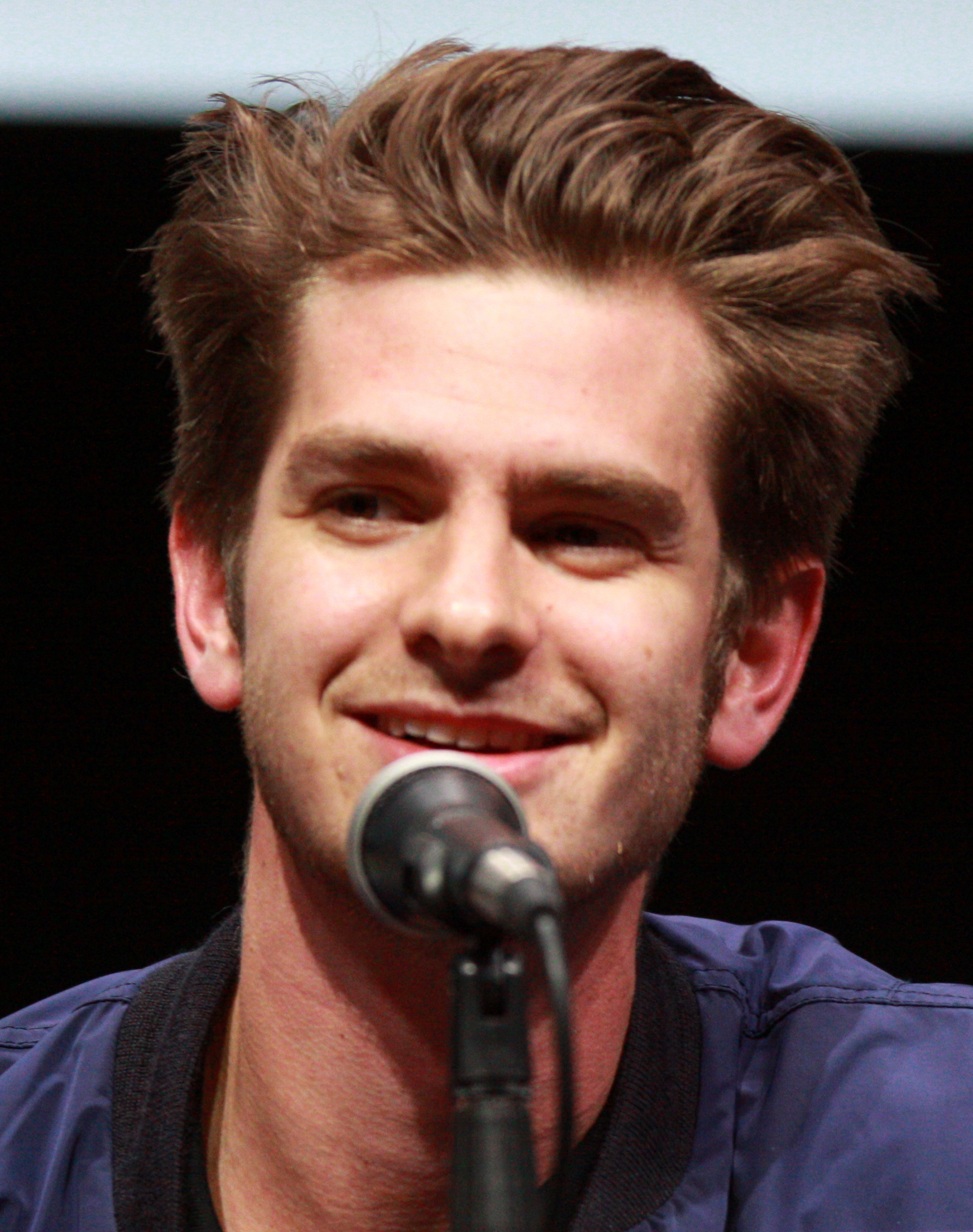
Эндрю Гарфилд, лучший актёр в экшн-фильме

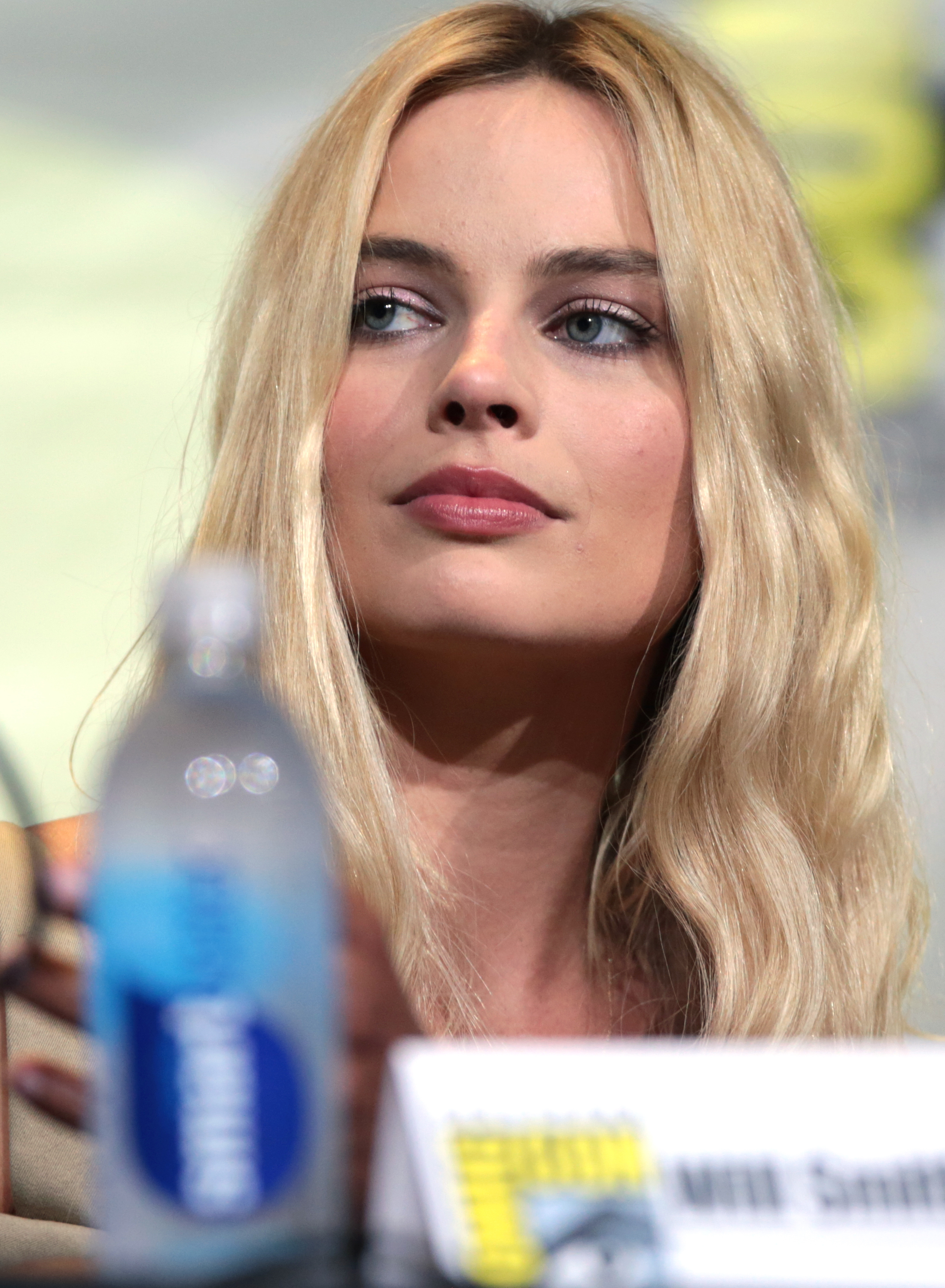
Марго Робби, лучшая актриса в экшн-фильме

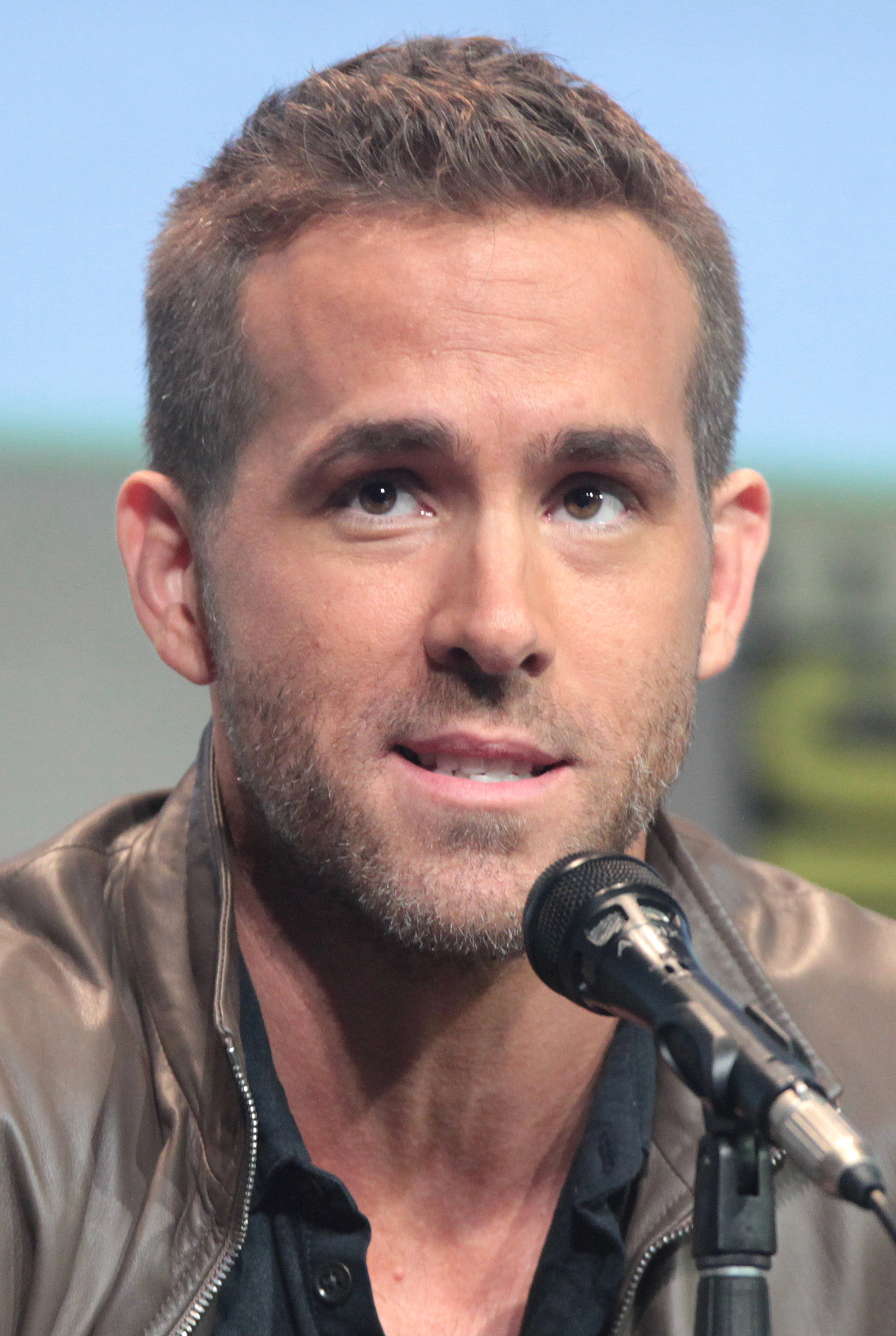
Райан Рейнольдс, лучший актёр в комедии

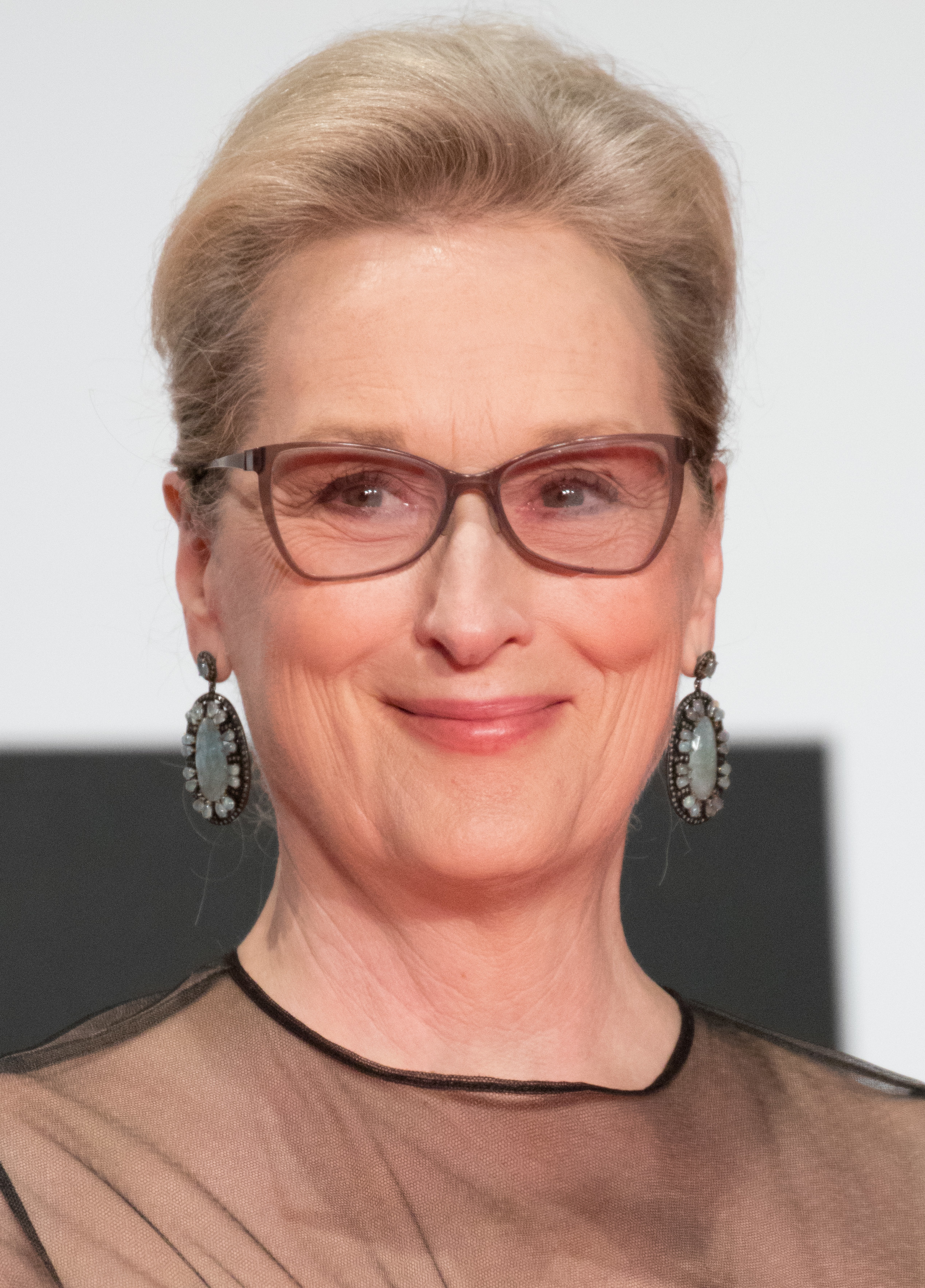
Мэрил Стрип, лучшая актриса в комедии

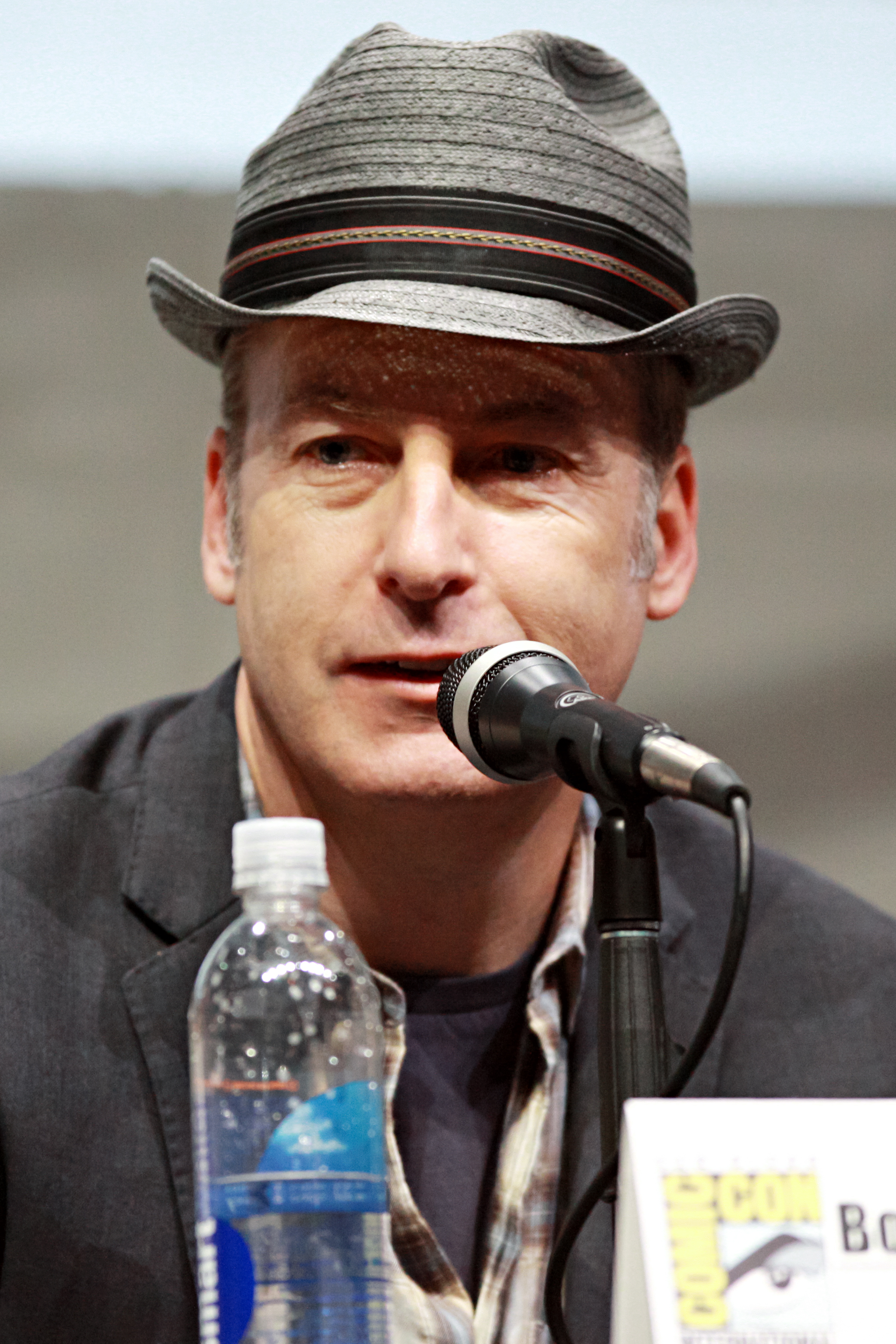
Боб Обенкёрк, лучшая мужская роль в драматическом сериале

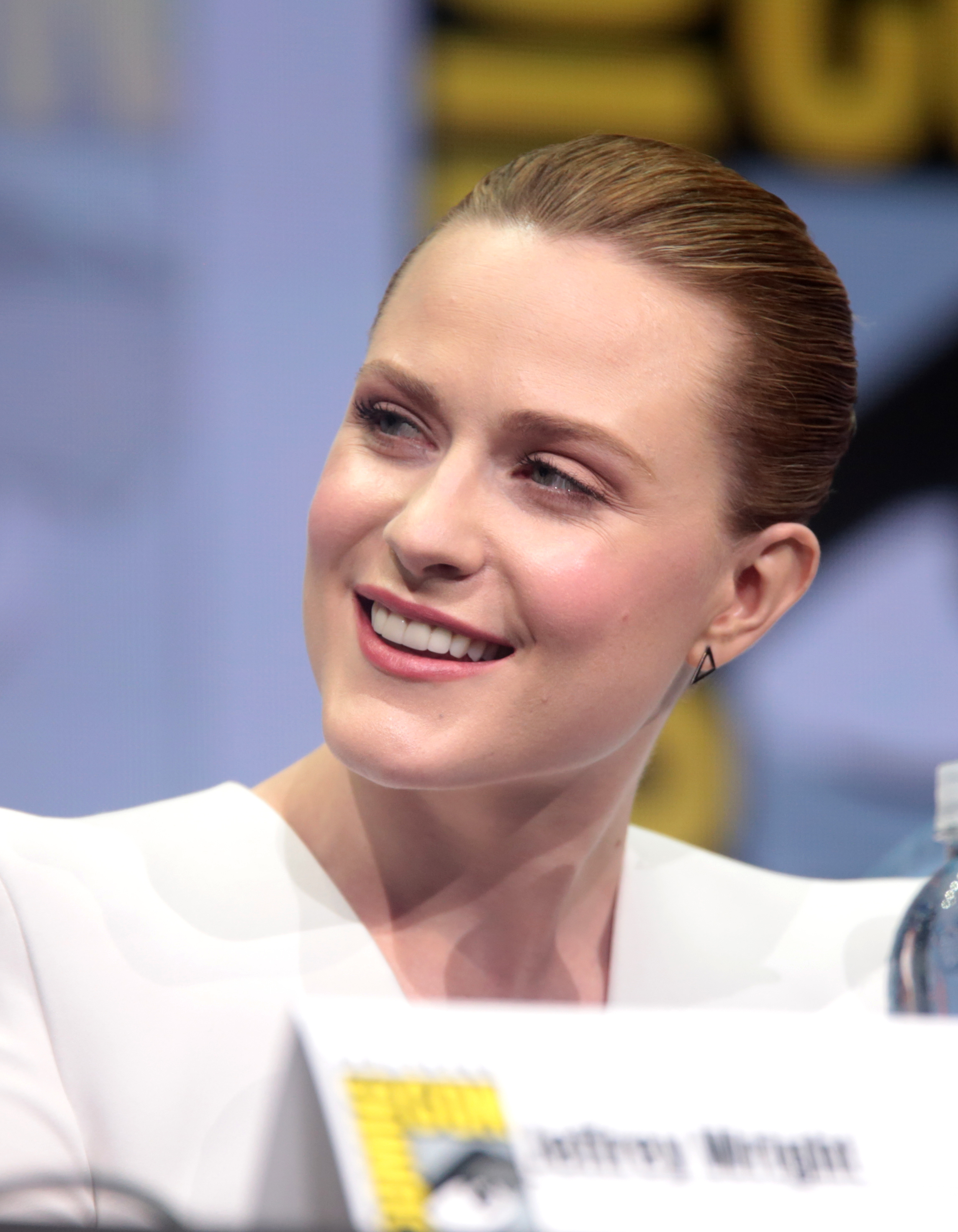
Эван Рэйчел Вуд, лучшая женская роль в драматическом сериале

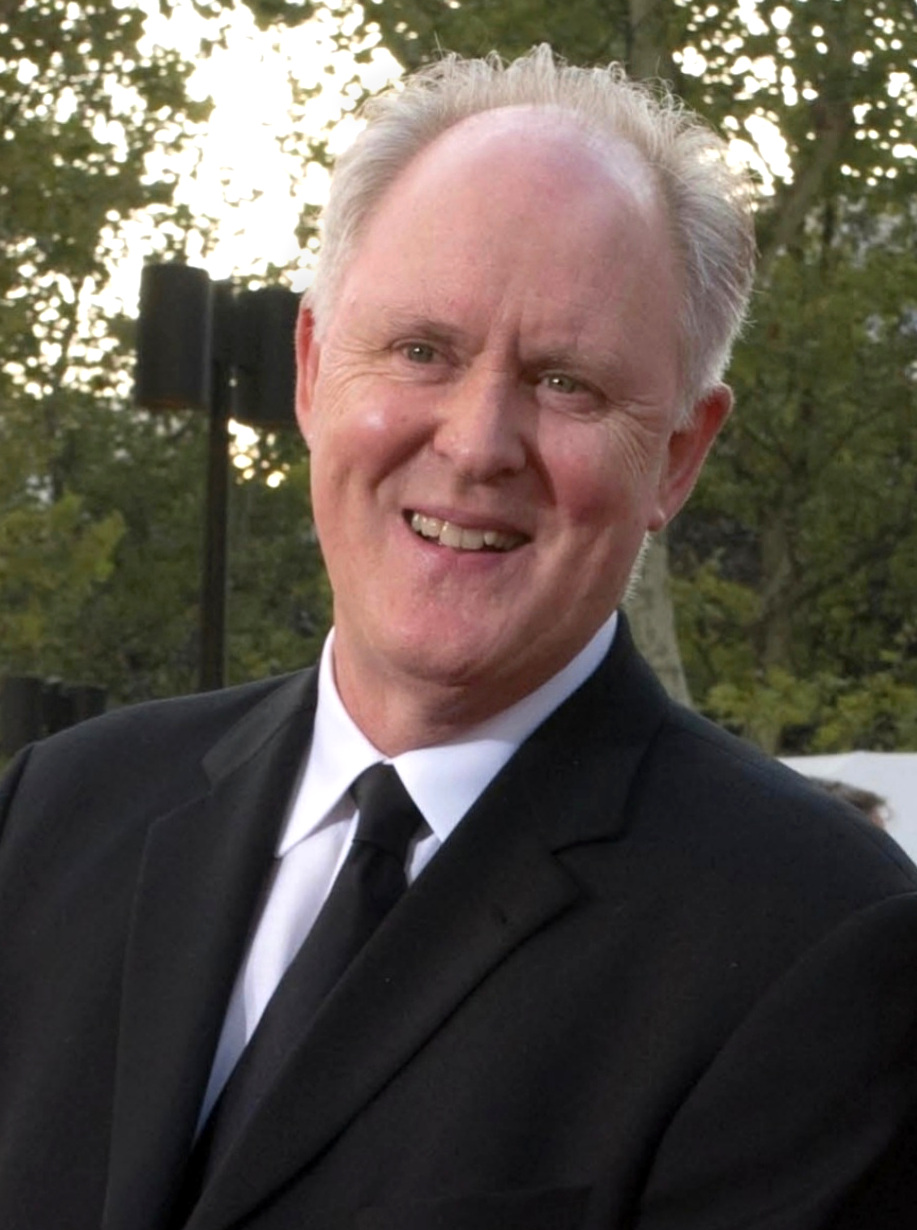
Джон Литгоу, лучшая мужская роль второго плана в драматическом сериале

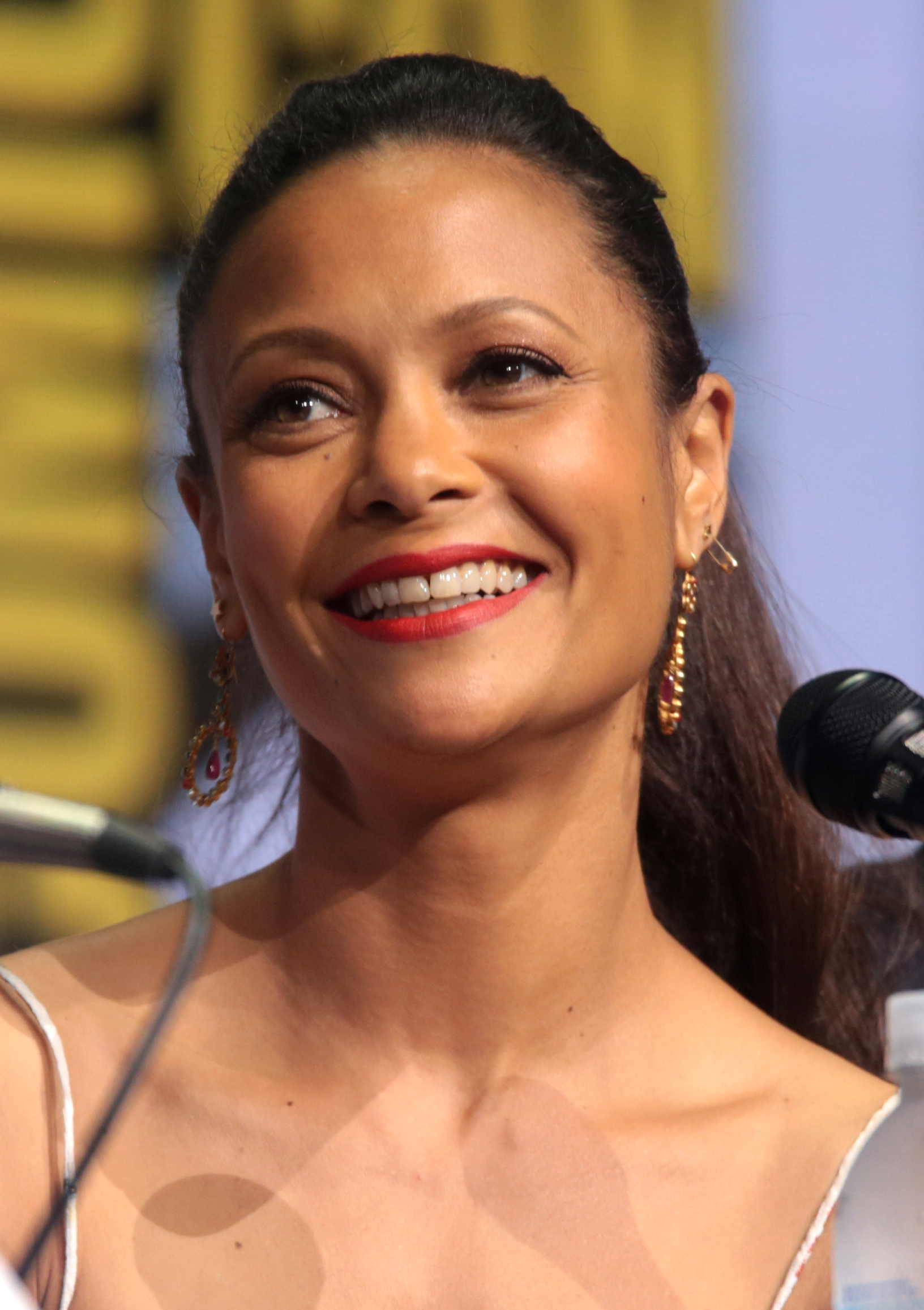
Тандиве Ньютон, лучшая женская роль второго плана в драматическом сериале

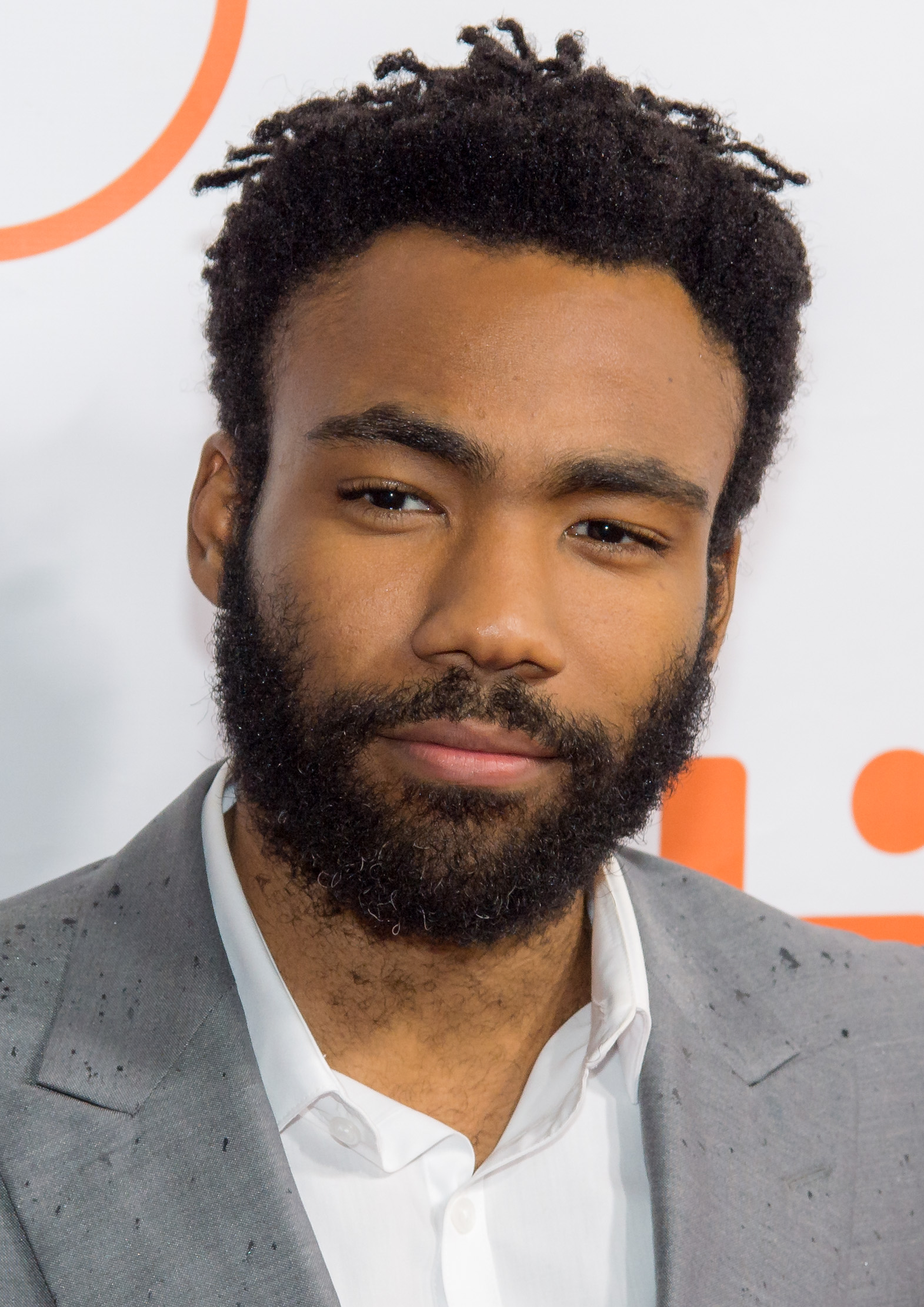
Дональд Гловер, лучшая мужская роль в комедийном сериале

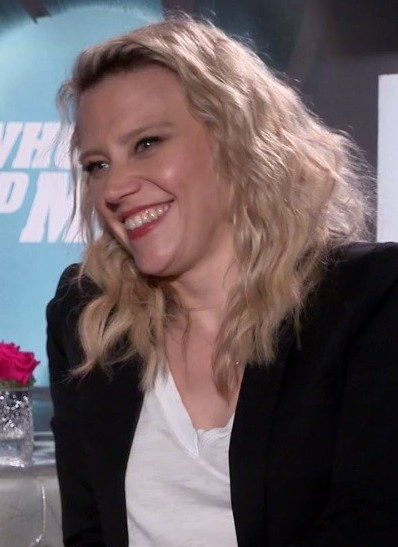
Кейт МакКиннон, лучшая женская роль в комедийном сериале

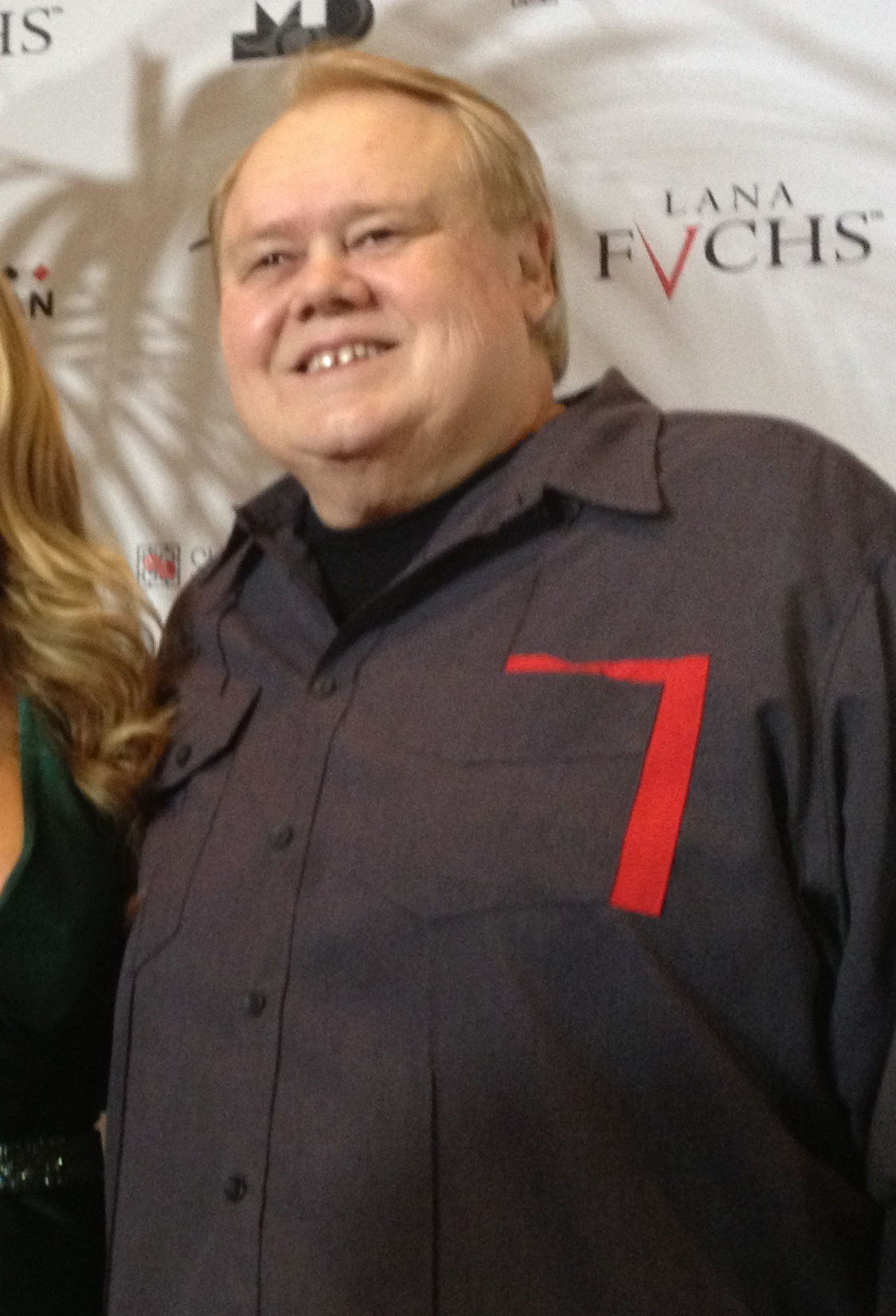
Луи Андерсон, лучшая мужская роль второго плана в комедийном сериале

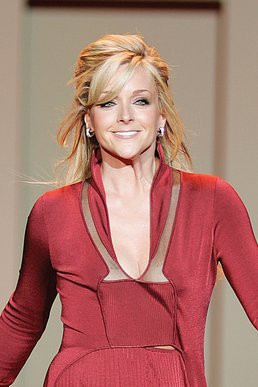
Джейн Краковски, лучшая женская роль второго плана в комедийном сериале

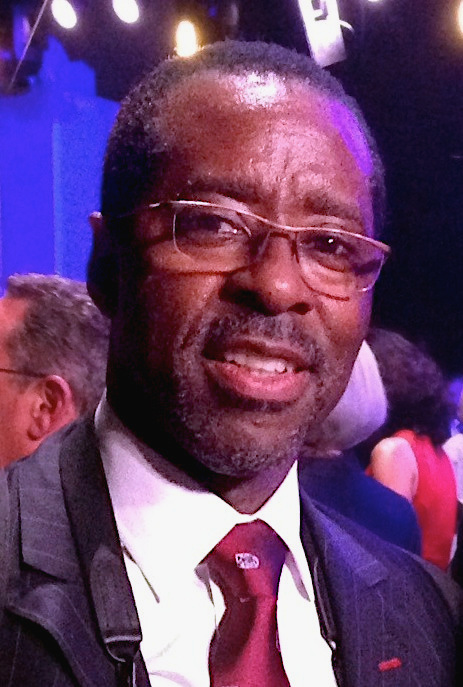
Кортни Б. Вэнс, лучшая мужская роль в мини-сериале

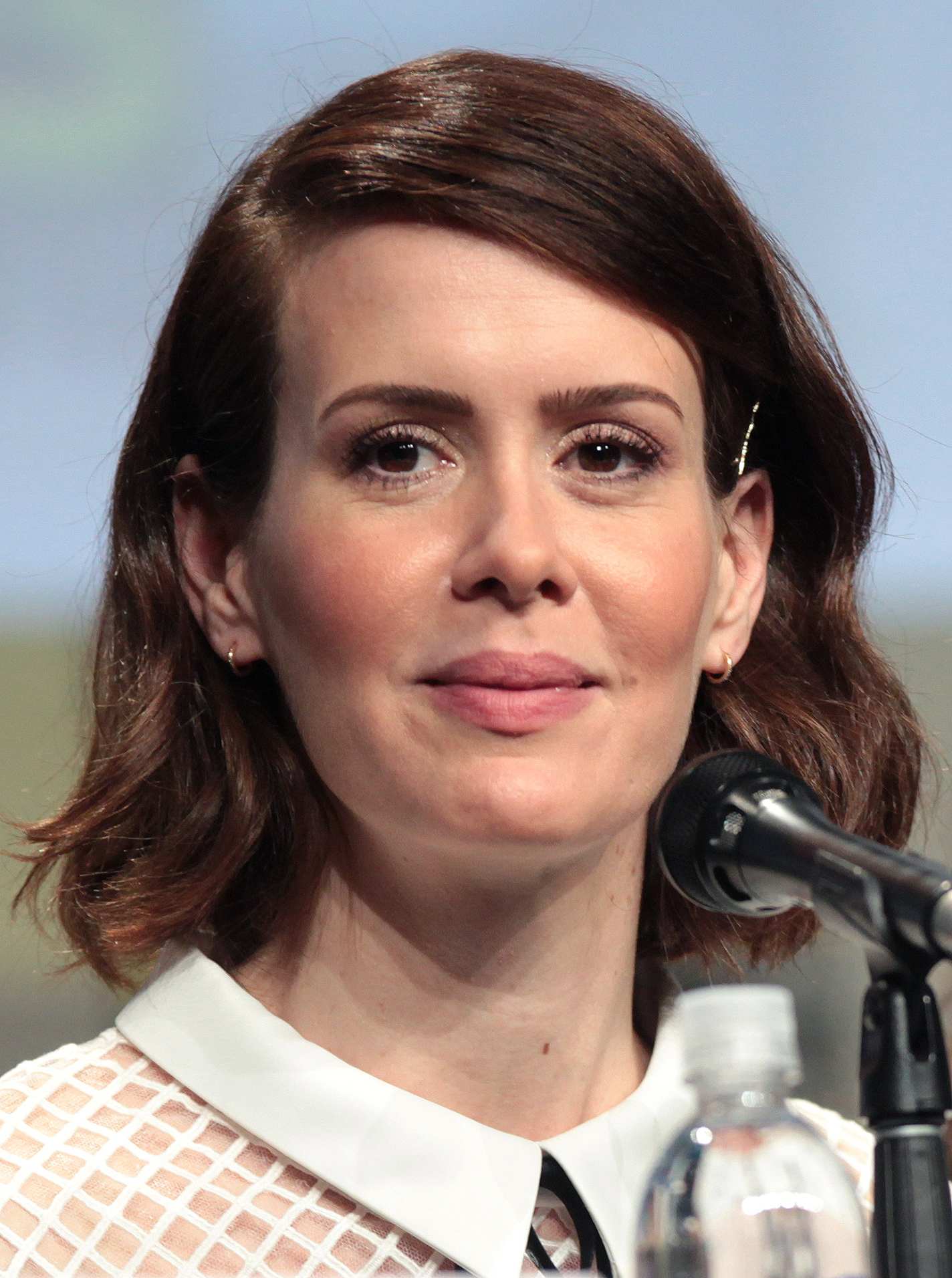
Сара Полсон, лучшая женская роль в мини-сериале

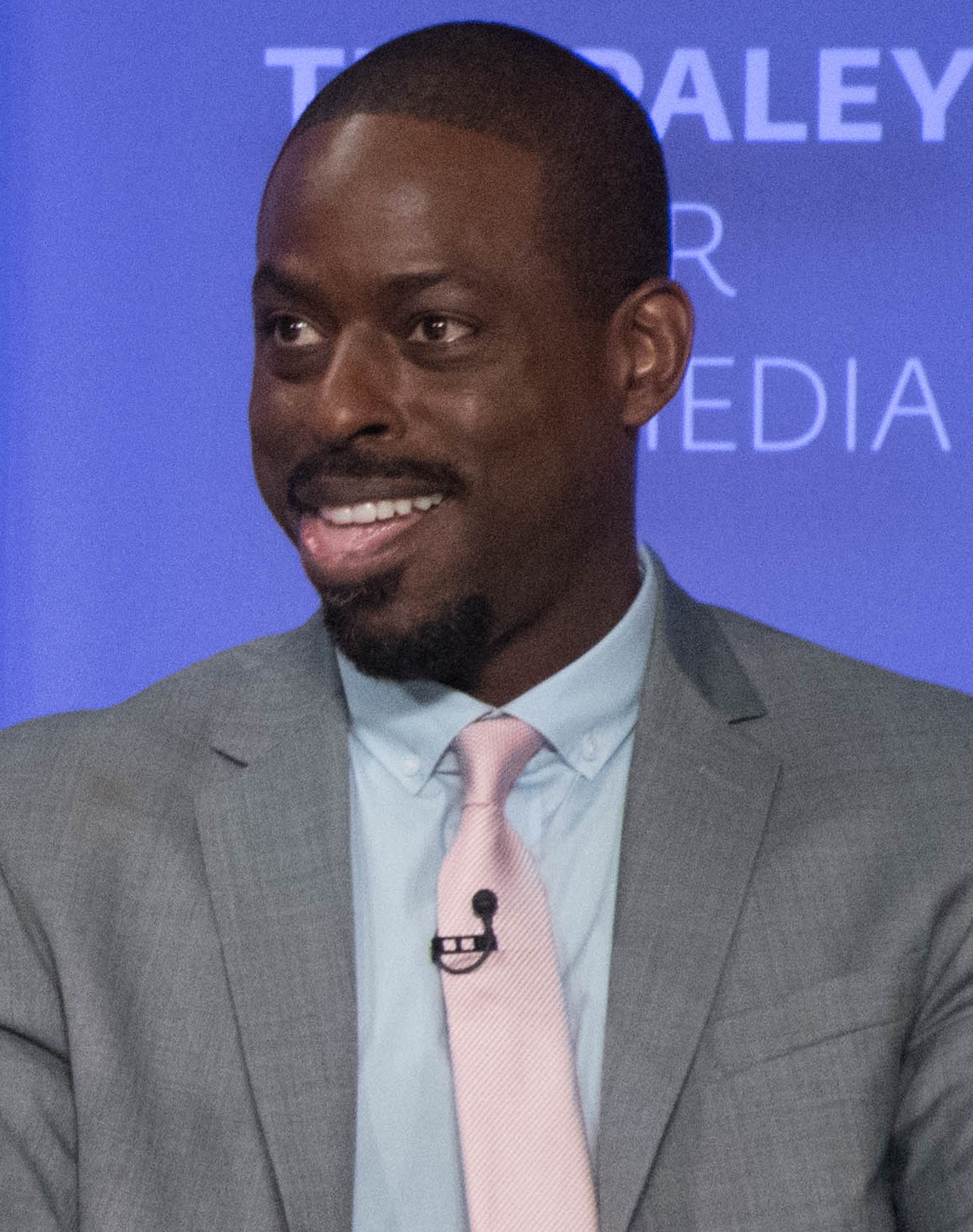
Стерлинг К. Браун, лучшая мужская роль второго плана в мини-сериале

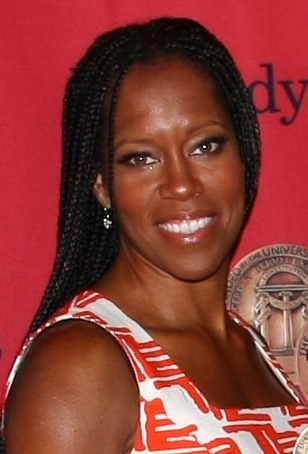
Реджина Кинг, лучшая женская роль второго плана в мини-сериале

| Лучший режиссёр                               | 1. Дэмьен Шазелл — «Ла-Ла Ленд» 2. Дензел Вашингтон — «Ограды» 3. Дени Вильнёв — «Прибытие» 4. Мел Гибсон — «По соображениям совести» 5. Барри Дженкинс — «Лунный свет» 6. Кеннет Лонерган — «Манчестер у моря» 7. Дэвид Маккензи — «Любой ценой» |
| Лучшая мужская роль                           | 1. Кейси Аффлек — «Манчестер у моря» 2. Дензел Вашингтон — «Ограды» 3. Эндрю Гарфилд — «По соображениям совести» 4. Райан Гослинг — «Ла-Ла Ленд» 5. Том Хэнкс — «Чудо на Гудзоне» 6. Джоэл Эдгертон — «Лавинг» |
| Лучшая женская роль                           | 1. Натали Портман — «Джеки» 2. Эми Адамс — «Прибытие» 3. Аннетт Бенинг — «Женщины XX века» 4. Рут Негга — «Лавинг» 5. Эмма Стоун — «Ла-Ла Ленд» 6. Изабель Юппер — «Она» |
| Лучшая мужская роль второго плана             | 1. Махершала Али — «Лунный свет» 2. Джефф Бриджес — «Любой ценой» 3. Дев Патель — «Лев» 4. Бен Фостер — «Любой ценой» 5. Лукас Хеджес — «Манчестер у моря» 6. Майкл Шеннон — «Под покровом ночи» |
| Лучшая женская роль второго плана             | 1. Виола Дэвис — «Ограды» 2. Грета Гервиг — «Женщины XX века» 3. Николь Кидман — «Лев» 4. Жанель Моне — «Скрытые фигуры» 5. Мишель Уильямс — «Манчестер у моря» 6. Наоми Харрис — «Лунный свет» |
| Лучший молодой артист                         | 1. Лукас Хеджес — «Манчестер у моря» 2. Льюис МакДугалл — «Голос монстра» 3. Мадина Налванга — «Королева из Катве» 4. Санни Павар — «Лев» 5. Хейли Стайнфелд — «Почти семнадцать» 6. Алекс Р. Хибберт — «Лунный свет» |
| Лучший актёрский ансамбль                     | 1. Лунный свет 2. Женщины XX века 3. Любой ценой 4. Манчестер у моря 5. Ограды 6. Скрытые фигуры |
| Лучший оригинальный сценарий                  | 1. Дэмьен Шазелл — «Ла-Ла Ленд» и Кеннет Лонерган — «Манчестер у моря» 2. Барри Дженкинс — «Лунный свет» 3. Йоргос Лантимос, Эфтимис Филиппу — «Лобстер» 4. Джефф Николс — «Лавинг» 5. Тейлор Шеридан — «Любой ценой» |
| Лучший адаптированный сценарий                | 1. Эрик Хайссерер — «Прибытие» 2. Люк Дэвис — «Лев» 3. Тодд Комарники — «Чудо на Гудзоне» 4. Том Форд — «Под покровом ночи» 5. Эллисон Шредер и Тед Мелфи — «Скрытые фигуры» 6. Огаст Уилсон (посмертно) — «Ограды» |
| Лучший анимационный фильм                     | 1. Зверополис 2. В поисках Дори 3. Красная черепаха 4. Кубо. Легенда о самурае 5. Моана 6. Тролли |
| Лучший экшн-фильм                             | 1. По соображениям совести 2. Джейсон Борн 3. Доктор Стрэндж 4. Дэдпул 5. Первый Мститель: Противостояние |
| Лучший актёр в экшн-фильме                    | 1. Эндрю Гарфилд — «По соображениям совести» 2. Мэтт Дэймон — «Джейсон Борн» 3. Бенедикт Камбербэтч — «Доктор Стрэндж» 4. Райан Рейнольдс — «Дэдпул» 5. Крис Эванс — «Первый Мститель: Противостояние» |
| Лучшая актриса в экшн-фильме                  | 1. Марго Робби — «Отряд самоубийц» 2. Галь Гадот — «Бэтмен против Супермена: На заре справедливости» 3. Скарлетт Йоханссон — «Первый Мститель: Противостояние» 4. Тильда Суинтон — «Доктор Стрэндж» |
| Лучший научно-фантастический фильм или хоррор | 1. Прибытие 2. Ведьма 3. Доктор Стрэндж 4. Кловерфилд, 10 5. Не дыши 6. Стартрек: Бесконечность |
| Лучшая комедия                                | 1. Дэдпул 2. Да здравствует Цезарь! 3. Не думай дважды 4. Полтора шпиона 5. Почти семнадцать 6. Славные парни |
| Лучший актёр в комедии                        | 1. Райан Рейнольдс — «Дэдпул» 2. Райан Гослинг — «Славные парни» 3. Хью Грант — «Примадонна» 4. Дуэйн Джонсон — «Полтора шпиона» 5. Вигго Мортенсен — «Капитан Фантастик» |
| Лучшая актриса в комедии                      | 1. Мерил Стрип — «Примадонна» 2. Кейт Бекинсейл — «Любовь и дружба» 3. Кейт МакКиннон — «Охотники за приведениями» 4. Хейли Стайнфелд — «Почти семнадцать» 5. Салли Филд — «Здравствуйте, меня зовут Дорис» |
| Лучший фильм на иностранном языке             | 1. Она (Elle) — Франция 2. Джульетта (Julieta) — Испания 3. Коммивояжер (فروشنده) — Иран 4. Неруда (Neruda) — Чили 5. Служанка (Agasshi) — Южная Корея 6. Тони Эрдманн (Toni Erdmann) — Германия |
| Лучшая работа художника-постановщика          | 1. Дэвид Уоско (постановщик), Сэнди Рейнольдс-Уоско (декоратор) — «Ла-Ла Ленд» 2. Жан Рабасс (постановщик), Вероника Мелери (декоратор) — «Джеки» 3. Джесс Гончор (постановщик), Нэнси Хэй (декоратор) — «Закон ночи» 4. Патрис Верметт (постановщик), Пол Хотте (декоратор) — «Прибытие» 5. Стюарт Крэйг (постановщик), Анна Пиннок (декоратор) — «Фантастические твари и где они обитают» |
| Лучшая операторская работа                    | 1. Линус Сандгрен — «Ла-Ла Ленд» 2. Джеймс Лэкстон — «Лунный свет» 3. Стефан Фонтен — «Джеки» 4. Шеймас МакГарви — «Под покровом ночи» 5. Брэдфорд Янг — «Прибытие» |
| Лучший дизайн костюмов                        | 1. Мадлин Фонтен — «Джеки» 2. Консолата Бойл — «Примадонна» 3. Джоанна Джонстон — «Союзники» 4. Мэри Зофрис — «Ла-Ла Ленд» 5. Имер Ни Мэлдауни — «Любовь и дружба» 6. Коллин Этвуд — «Фантастические твари и где они обитают» |
| Лучший монтаж                                 | 1. Том Кросс — «Ла-Ла Ленд» 2. Джон Гилберт — «По соображениям совести» 3. Блу Мюррэй — «Чудо на Гудзоне» 4. Нат Сандерс и Джои Макмиллон — «Лунный свет» 5. Джо Уокер — «Прибытие» |
| Лучший грим и причёски                        | 1. Джеки 2. Доктор Стрэндж 3. По соображениям совести 4. Стартрек: Бесконечность 5. Фантастические твари и где они обитают |
| Лучшие визуальные эффекты                     | 1. Книга джунглей 2. Голос монстра 3. Доктор Стрэндж 4. Прибытие 5. Фантастические твари и где они обитают |
| Лучшая музыка к фильму                        | 1. Джастин Гурвиц — «Ла-Ла Ленд» 2. Николас Брителл — «Лунный свет» 3. Йохан Йоханнссон — «Прибытие» 4. Мика Левай — «Джеки» 5. Дастин О’Хэллоран, Хаушка — «Лев» |
| Лучшая песня к фильму                         | 1. «City of Stars» (Райан Гослинг и Эмма Стоун) — «Ла-Ла Ленд» 2. «Audition (The Fools Who Dream)» (Эмма Стоун) — «Ла-Ла Ленд» 3. «Can’t Stop the Feeling!» (Джастин Тимберлейк) — «Тролли» 4. «Drive It Like You Stole It» — «Синг Стрит» 5. «How Far I’ll Go» (Аулии Кравальо) — «Моана» 6. «The Rules Don’t Apply» (Лили Коллинз) — «Вне правил»                                         |

### Сериалы
| Лучший драматический сериал                                               | 1. Игра престолов 2. Корона 3. Лучше звоните Солу 4. Мистер Робот 5. Напарницы 6. Очень странные дела 7. Это мы |
| Лучшая мужская роль в драматическом сериале                               | 1. Боб Оденкёрк — «Лучше звоните Солу» 2. Рами Малек — «Мистер Робот» 3. Мэттью Ривз — «Американцы» 4. Кевин Спейси — «Карточный домик» 5. Сэм Хьюэн — «Чужестранка» 6. Лив Шрайбер — «Рэй Донован» |
| Лучшая женская роль в драматическом сериале                               | 1. Эван Рэйчел Вуд — «Мир Дикого Запада» 2. Катрина Балф — «Чужестранка» 3. Виола Дэвис — «Как избежать наказания за убийство» 4. Татьяна Маслани — «Тёмное дитя» 5. Кери Рассел — «Американцы» 6. Робин Райт — «Карточный домик» |
| Лучшая мужская роль второго плана в драматическом сериале                 | 1. Джон Литгоу — «Корона» 2. Джон Войт — «Рэй Донован» 3. Питер Динклэйдж — «Игра престолов» 4. Майкл Маккин — «Лучше звоните Солу» 5. Кристиан Слэйтер — «Мистер Робот» 6. Кит Харингтон — «Игра престолов» |
| Лучшая женская роль второго плана в драматическом сериале                 | 1. Тандиве Ньютон — «Мир Дикого Запада» 2. Кристин Барански — «Хорошая борьба» 3. Констанс Зиммер — «Нереальный холостяк» 4. Эмилия Кларк — «Игра престолов» 5. Мора Тирни — «Любовники» 6. Лина Хиди — «Игра престолов» |
| Лучший комедийный сериал                                                  | 1. Кремниевая долина 2. Американская семейка 3. Атланта 4. Вице-президент 5. Дрянь 6. Несгибаемая Кимми Шмидт 7. Чёрная комедия |
| Лучшая мужская роль в комедийном сериале                                  | 1. Дональд Гловер — «Атланта» 2. Энтони Андерсон — «Чёрная комедия» 3. Патрик Стюарт — «Блант говорит» 4. Джеффри Тэмбор — «Очевидное» 5. Уилл Форте — «Последний человек на Земле» 6. Билл Хейдер — «Документалистика сегодня!» |
| Лучшая женская роль в комедийном сериале                                  | 1. Кейт МакКиннон — «Saturday Night Live» 2. Джулия Луи-Дрейфус — «Вице-президент» 3. Констанс Ву — «Трудности ассимиляции» 4. Элли Кемпер — «Несгибаемая Кимми Шмидт» 5. Трейси Эллис Росс — «Чёрная комедия» 6. Фиби Уоллер-Бридж — «Дрянь»                                                                                          |
| Лучшая мужская роль второго плана в комедийном сериале                    | 1. Луи Андерсон — «Баскетс» 2. Титус Берджесс — «Несгибаемая Кимми Шмидт» 3. Андре Брауэр — «Бруклин 9-9» 4. Тай Бурелл — «Американская семейка» 5. ТиДжей Миллер — «Силиконовая долина» 6. Тони Хейл — «Вице-президент» |
| Лучшая женская роль второго плана в комедийном сериале                    | 1. Джейн Краковски — «Несгибаемая Кимми Шмидт» 2. Джули Боуэн — «Американская семейка» 3. Эллисон Дженни — «Мамаша» 4. Анна Кламски — «Вице-президент» 5. Джуди Лайт — «Очевидное» 6. Эллисон Уильямс — «Девочки» |
| Лучший мини-сериал или телевизионный фильм                                | 1. Американская история преступлений: Народ против О. Джея Симпсона 2. До самого конца 3. Корни 4. Ночной администратор 5. Слушание 6. Убийство Рейгана |
| Самое достойное внимания шоу                                              | 1. Чужестранка 2. Игра престолов 3. Катастрофа 4. Мистер Робот 5. Мотель Бейтса 6. Очень странные дела |
| Лучшая мужская роль в мини-сериале или телевизионном фильме               | 1. Кортни Б. Вэнс — «Американская история преступлений: Народ против О. Джея Симпсона» 2. Кьюба Гудинг мл. — «Американская история преступлений: Народ против О. Джея Симпсона» 3. Бенедикт Камбербэтч — «Шерлок» 4. Брайан Крэнстон — «До самого конца» 5. Тим Мэтисон — «Убийство Рейгана» 6. Том Хиддлстон — «Ночной администратор» |
| Лучшая женская роль в мини-сериале или телевизионном фильме               | 1. Сара Полсон — «Американская история преступлений: Народ против О. Джея Симпсона» 2. Керри Вашингтон — «Слушание» 3. Оливия Колман — «Ночной администратор» 4. Синтия Никсон — «Убийство Рейгана» 5. Лили Тейлор — «Американское преступление» 6. Фелисити Хаффман — «Американское преступление»                                     |
| Лучшая мужская роль второго плана в мини-сериале или телевизионном фильме | 1. Стерлинг К. Браун — «Американская история преступлений: Народ против О. Джея Симпсона» 2. Лэйн Гаррисон — «Корни» 3. Фрэнк Ланджелла — «До самого конца» 4. Хью Лори — «Ночной администратор» 5. Джон Траволта — «Американская история преступлений: Народ против О. Джея Симпсона» 6. Форест Уитакер — «Корни»                     |
| Лучшая женская роль второго плана в мини-сериале или телевизионном фильме | 1. Реджина Кинг — «Американское преступление» 2. Элизабет Дебики — «Ночной администратор» 3. Сара Ланкашир — «Костюмер» 4. Мелисса Лео — «До самого конца» 5. Анна Пэкуин — «Корни» 6. Эмили Уотсон — «Костюмер» |
| Лучшая гостевая роль в комедии                                            | 1. Алек Болдуин — «Saturday Night Live» 2. Кристин Барански — «Теория большого взрыва» 3. Ларри Дэвид — «Saturday Night Live» 4. Лиза Кудроу — «Несгибаемая Кимми Шмидт» 5. Лиам Нисон — «Внутри Эми Шумер» |
| Лучшая гостевая роль в драме                                              | 1. Джеффри Дин Морган — «Ходячие мертвецы» 2. Махершала Али — «Карточный домик» 3. Эллен Бёрстин — «Карточный домик» 4. Лиза Боне — «Рэй Донован» 5. Майкл Дж. Фокс — «Хорошая жена» 6. Джаред Харрис — «Корона» |

### Специальная награда
Виола Дэвис

## Список лауреатов и номинаций
| Количество | Фильм                                  |
| ---------- | -------------------------------------- |
| 12         | Ла-Ла Ленд                             |
| 10         | Прибытие                               |
| 10         | Лунный свет                            |
| 8          | Манчестер у моря                       |
| 7          | По соображениям совести                |
| 6          | Доктор Стрэндж                         |
| 6          | Ограды                                 |
| 6          | Любой ценой                            |
| 6          | Джеки                                  |
| 6          | Лев                                    |
| 4          | Дэдпул                                 |
| 4          | Фантастические твари и где они обитают |
| 4          | Лавинг                                 |
| 4          | Чудо на Гудзоне                        |
| 3          | Женщины XX века                        |
| 3          | Первый Мститель: Противостояние        |
| 3          | Почти семнадцать                       |
| 3          | Примадонна                             |
| 3          | Скрытые фигуры                         |
| 3          | Под покровом ночи                      |
| 2          | Полтора шпиона                         |
| 2          | Она                                    |
| 2          | Джейсон Борн                           |
| 2          | Любовь и дружба                        |
| 2          | Моана                                  |
| 2          | Голос монстра                          |
| 2          | Славные парни                          |
| 2          | Стартрек: Бесконечность                |
| 2          | Тролли                                 |

| Количество | Фильм                   |
| ---------- | ----------------------- |
| 8          | Ла-Ла Ленд              |
| 3          | Джеки                   |
| 3          | Манчестер у моря        |
| 2          | Прибытие                |
| 2          | Дэдпул                  |
| 2          | По соображениям совести |
| 2          | Лунный свет             |